# جهان همچون اراده و تصور
جهان همچون اراده و تصور (به آلمانی: Die Welt als Wille und Vorstellung) مهم‌ترین اثر آرتور شوپنهاور فیلسوف آلمانی است. این کتاب اولین بار در سال ۱۸۱۸ در یک جلد به چاپ رسید. در ۱۸۴۴ ویراست دومی از این اثر در دو جلد منتشر شد که جلد اول آن در واقع چاپ مجدد ویراست نخست و جلد دوم حاوی پنجاه فصل مباحث تکمیلی دربارهٔ جلد اول بود.
آرتور شوپنهاور در تابستان ۱۸۱۳ رساله دکترای خود را تحت عنوان «ریشه چهارگان اصل دلیل کافی» به ثبت رساند و مدرک دکترای خود را از دانشگاه ینا دریافت کرد. او سپس رساله دیگری با نام «در باب بینایی و رنگ‌ها» در ۱۸۱۶ منتشر کرد. پس از آن بود که شوپنهاور مشغول نوشتن اثر برجسته خود، جهان همچون اراده و تصور، شد. او معتقد بود که در این اثر تنها «یک اندیشه واحد» را از چشم‌اندازهای گوناگون مورد بررسی قرار می‌دهد. وی فلسفه‌اش را در چهار کتاب (محتویات جلد اول) در باب‌های معرفت‌شناسی، هستی‌شناسی، زیبایی‌شناسی و اخلاق پرورش داده و ضمیمه جلد اول را به نقد فلسفه کانتی اختصاص می‌دهد.
فلسفه شوپنهاور، به عقیده شخصی خود او، «تداوم و مکمل طبیعی» فلسفه کانت است، چرا که وی ایدئالیتهٔ مکان و زمان و شی فی نفسه کانتی را به‌عنوان بنیان نظام فلسفی خود اتخاذ کرده و می‌گوید جهانی که انسان‌ها تجربه می‌کنند (جهان اشیا در فضا و زمان که از طریق علیت مرتبط می‌شوند) تنها یک تصویر ذهنی، یک «re-presentation» یا باز-نمایی، از داده‌هایی‌ست که حواس انسان جمع‌آوری کرده‌اند. این تصور در عین حال که با پندار صرف تخیل کلا متفاوت است، وابسته به سوژه شناسا بوده و نمی‌تواند به عنوان جهانی که فی نفسه وجود دارد شناخته شود. بر این اساس، دانش انسان از اشیا در واقع دانش او از پدیده‌های صرف است، و نه اشیا فی نفسه. شوپنهاور شی فی نفسه (ماهیت درونی همه‌چیز) را به عنوان «اراده» می‌شناسد و می‌نویسد: «نزد من ارادهٔ بی‌شناختْ بنیان واقعیت امور است.» او اراده را «یک میل مفرط کور مقاومت‌ناپذیر» می‌خواند که هنگامی که در خودش بررسی شود عاری از شناخت بوده و به حیات و اندام‌یابی نیز گره نخورده‌است؛ «از این رو امر غیرآلی نیز دارای اراده‌ای است که مظاهرش تمام کیفیات اساسی آن‌اند.» به این ترتیب، جهان همچون تصور در حقیقت عینیت‌یابی اراده است.
آرتور شوپنهاور پس از انتشار «جهان همچون اراده و تصور» در ۱۸۱۸، باقی‌مانده عمر خود را صرف پالایش و تفسیر اندیشه‌های منتشر شده در ویراست نخست همین کتاب کرد، اما هیچ‌گاه تغییری اساسی در فلسفه‌اش ایجاد نکرد. اثر برجسته شوپنهاور تا سال ۱۸۵۱ و تا زمان انتشار «متعلقات و ملحقات» مورد بی‌توجهی کامل قرار گرفته بود.